# Capnia shugnanica
Capnia shugnanica är en bäcksländeart som beskrevs av Zhiltzova 1974. Capnia shugnanica ingår i släktet Capnia och familjen småbäcksländor. Inga underarter finns listade i Catalogue of Life.